# Bleekbuikmees
De bleekbuikmees (Melaniparus rufiventris pallidiventirs) is een zangvogel uit de familie Paridae (mezen). Eerder werd deze vogel beschouwd als een aparte soort (Melaniparus pallidiventris) maar bij een taxonomische herziening in 2025 is het een ondersoort geworden van de roestbuikmees.

## Verspreiding en leefgebied
De bleekbuikmees telt twee ondersoorten:
- M. r. pallidiventris: Tanzania, zuidelijk Malawi en noordelijk Mozambique.
- M. r. stenotopicus: oostelijk Zimbabwe en het westelijke deel van Centraal-Mozambique.